# Johann Friedrich Steinkopf
Johann Friedrich Steinkopf (* 17. Mai 1771 in Ludwigsburg; † 4. April 1852 in Stuttgart) war ein deutscher Buchhändler, Verleger und Antiquar.

## Leben
Johann Friedrich Steinkopf wurde am 17. Mai 1771 in Ludwigsburg als ältestes von 14 Kindern geboren. Sein Vater war der Zeichenlehrer am Gymnasium illustre in Stuttgart, Hofmaler und Porzellanmaler Johann Friedrich Steinkopf (1737–1825). Seine Mutter war Katharina Barbara Betulius (1754–1816), eine Tochter des Buchbinderobermeisters, Antiquars und Verlegers Johann Christoph Betulius (1728–1791). Zu seinen Geschwistern gehörten der Pfarrer Carl Friedrich Adolf Steinkopf (1773–1859), der Maler Gottlob Friedrich Steinkopf (1779–1861) und der Antiquar Ferdinand Steinkopf (1787–1828).
Betulius besaß ein Haus in der Holzstraße 16 in Stuttgart. Ab seinem zweiten Lebensjahr lebte Steinkopf in dem großväterlichen Haus. Ab 1785 arbeitete Steinkopf gelegentlich, ab 1791 ständig in der Firma seines Großvaters. Nach dessen Tod 1791 übernahm Steinkopf 1792 die Firma, die er als „J. F. Steinkopf Verlag“' weiterführte. 1806 erwarb er die Buchdruckerei von Karl Jakob Klett. 1815 übertrug er das Antiquariat an seinen Bruder Ferdinand Steinkopf. Nach dessen Tod gliederte er das Antiquariat unter der Leitung seines Neffen Gustav Süskind (1809–1895) wieder in seinen Verlag ein. 1844 verkaufte er das Antiquariat an seinen Neffen. Die Buchhandlung und Druckerei übertrug Steinkopf 1840 an seinen Neffen Rudely Karl  Louis Hänel (1808–1847), der bereits seit 1834 Teilhaber war. Nach dessen frühen Tod 1847 übernahm Friedrich August Steinkopf (1824–1903), ein Sohn von Ferdinand Steinkopf, den Verlag.

## Verlagsprogramm
Einen Schwerpunkt im Programm des Steinkopf-Verlags bildeten Werke pietistischer Autoren wie Johann Albrecht Bengel, Sixt Karl Kapff, Philipp Friedrich Hiller und Ludwig Hofacker, unter anderem auch das „Tägliche Hand-Buch in guten und bösen Tagen“ von Johann Friedrich Starck, das anderthalb Jahrhunderte in immer neuen Auflagen gedruckt wurde.
Das 1792 erschienene „Ökonomische Handbuch für Frauenzimmer“ entwickelte sich mit Band 1, einem Kochbuch von Friederike Luise Löffler, zu einem Bestseller, der bis heute immer wieder nachgedruckt wird.
1807 erschien das von M. Christoph Friederich Roth herausgegebene Buch „Lateinische Stilübungen“. Der erste Teil enthält Materialien zur Übersetzung ins Lateinische, während der zweite Teil die lateinische Übersetzung der Materialien beinhaltet, versehen mit einem Anhang von Elegien zu metrischen Übungen.
Ab 1831 gab Christian Friedrich Burk bei Steinkopf das Sonntagsblatt „Der Christenbote“ heraus, das bis zum Verbot durch die Nazis 1941 erschien. Ab 1836 gab der pietistische Pfarrer Christian Gottlob Barth bei Steinkopf die Zeitschrift „Jugendblätter“ heraus.

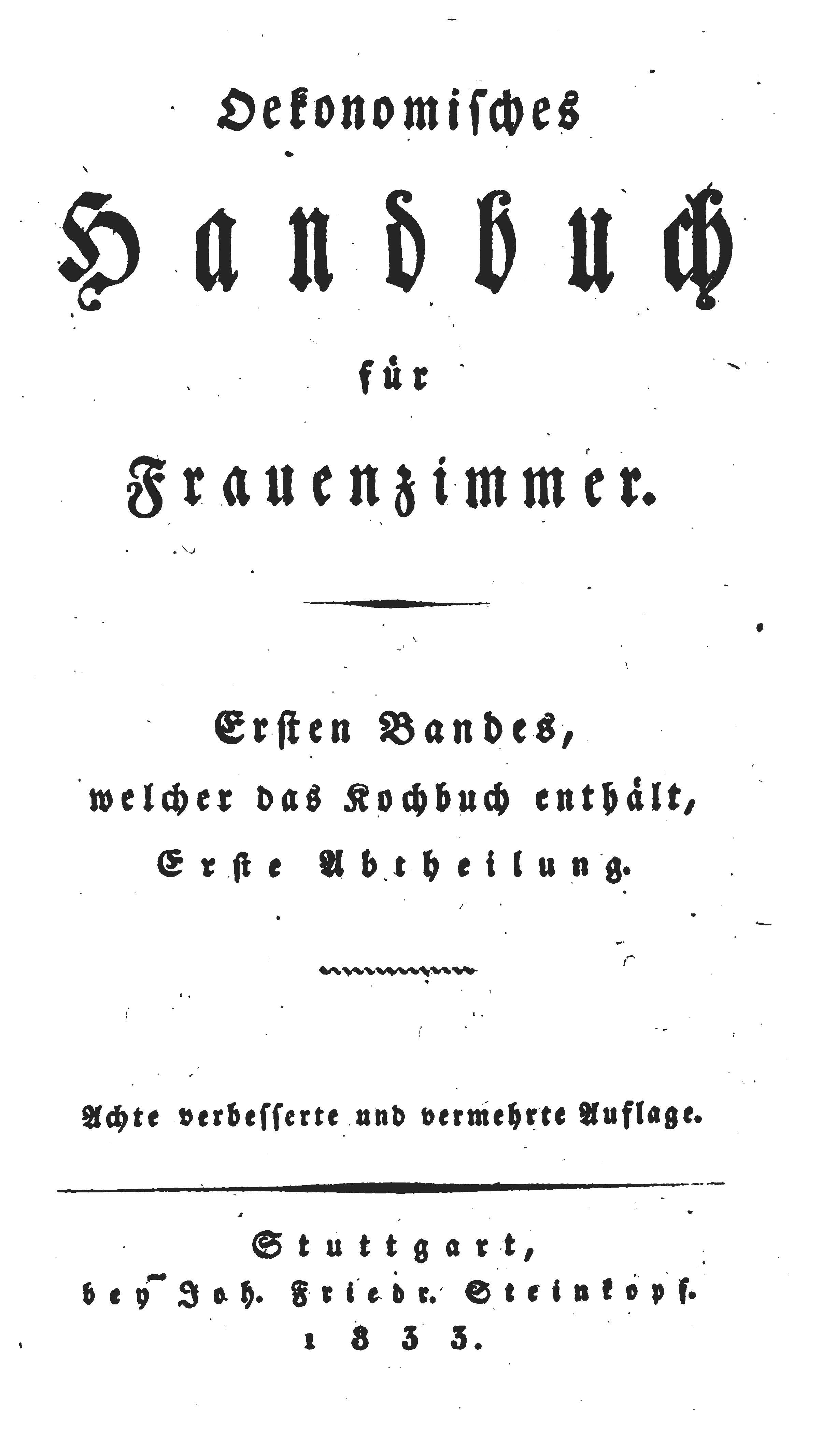
Kochbuch von Friederike Luise Löffler, 1833.
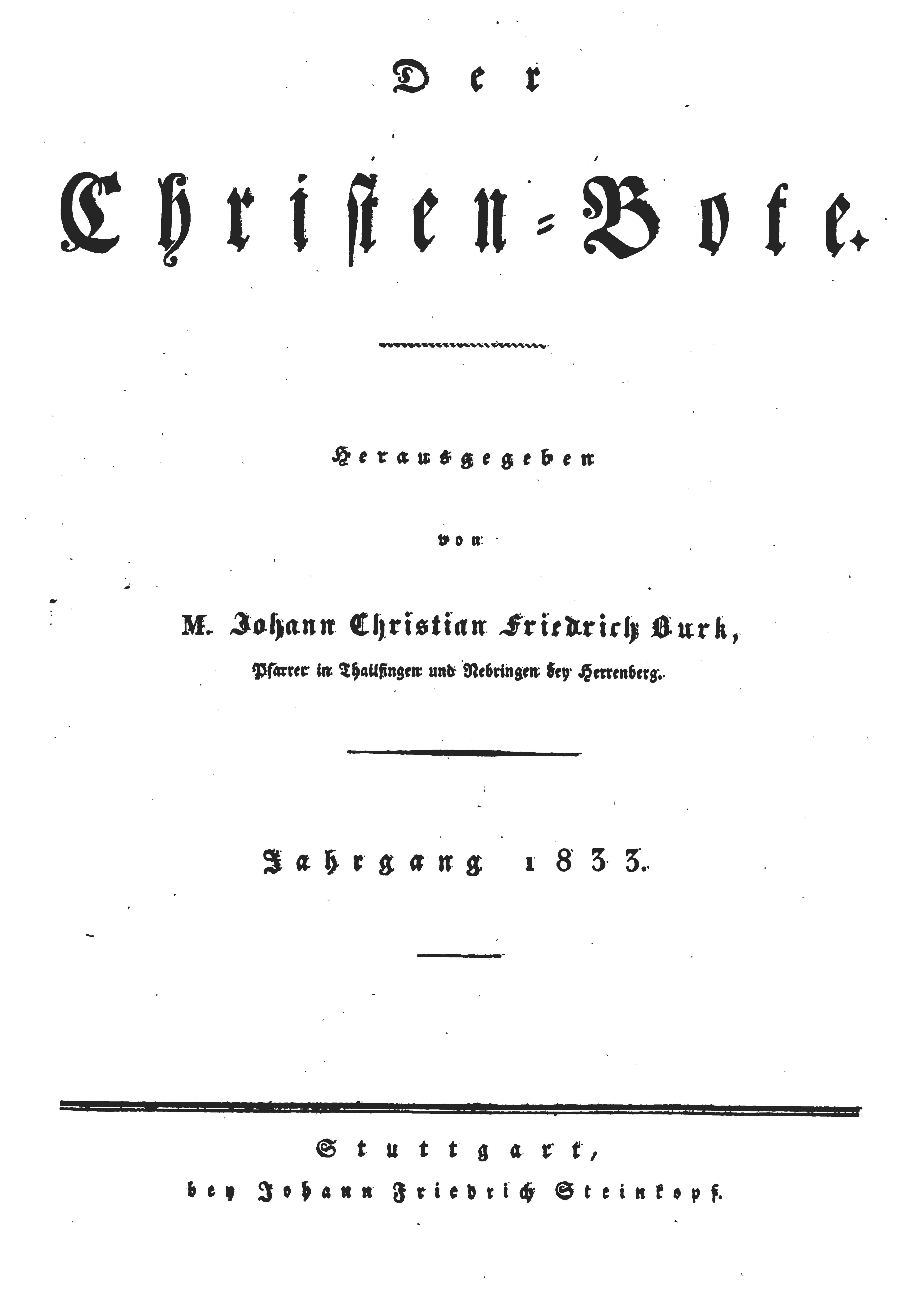
Der Christenbote, 1833.
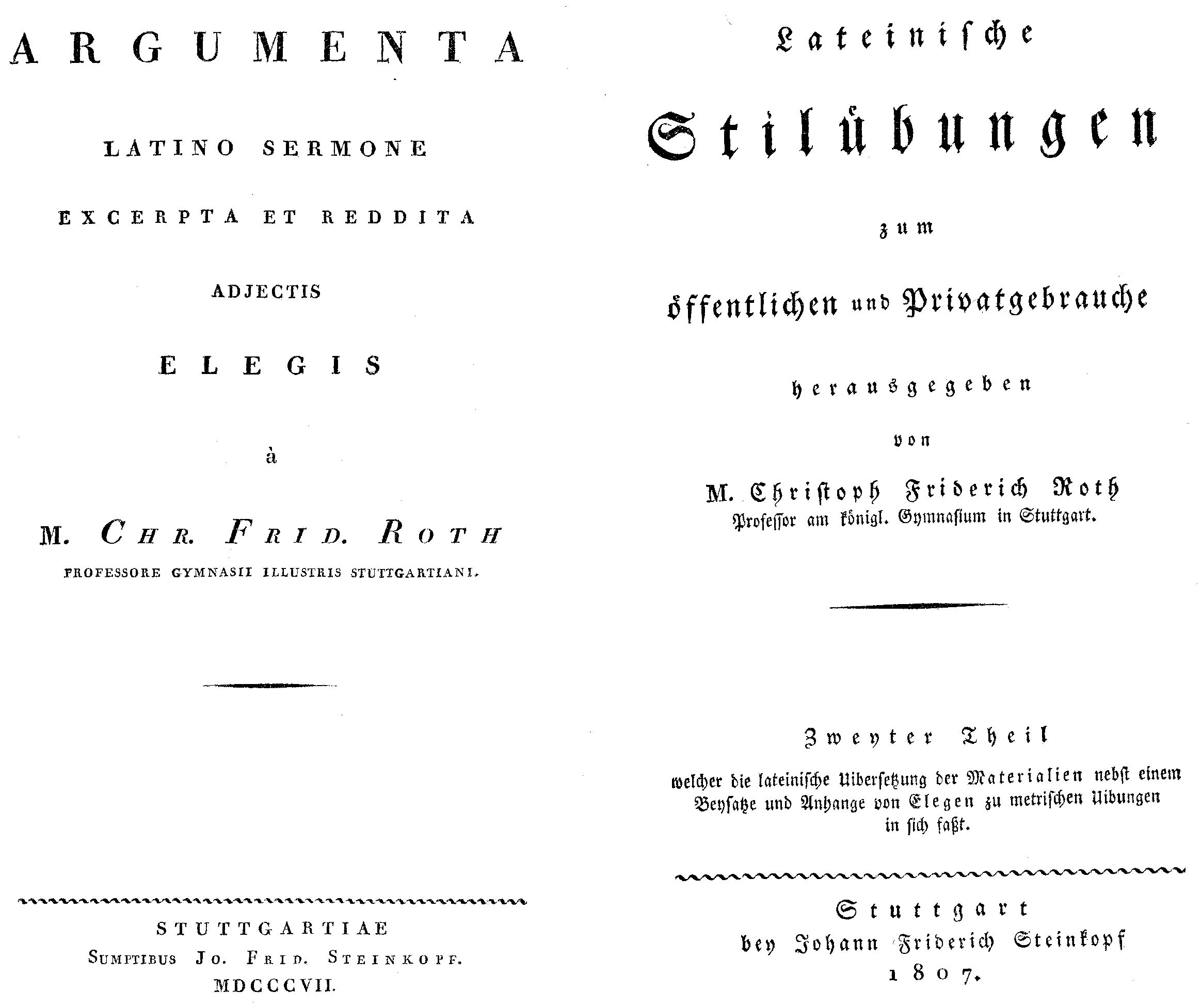
Lateinische Stilübungen von Christoph Friederich Roth, zweiter Teil, 1807.
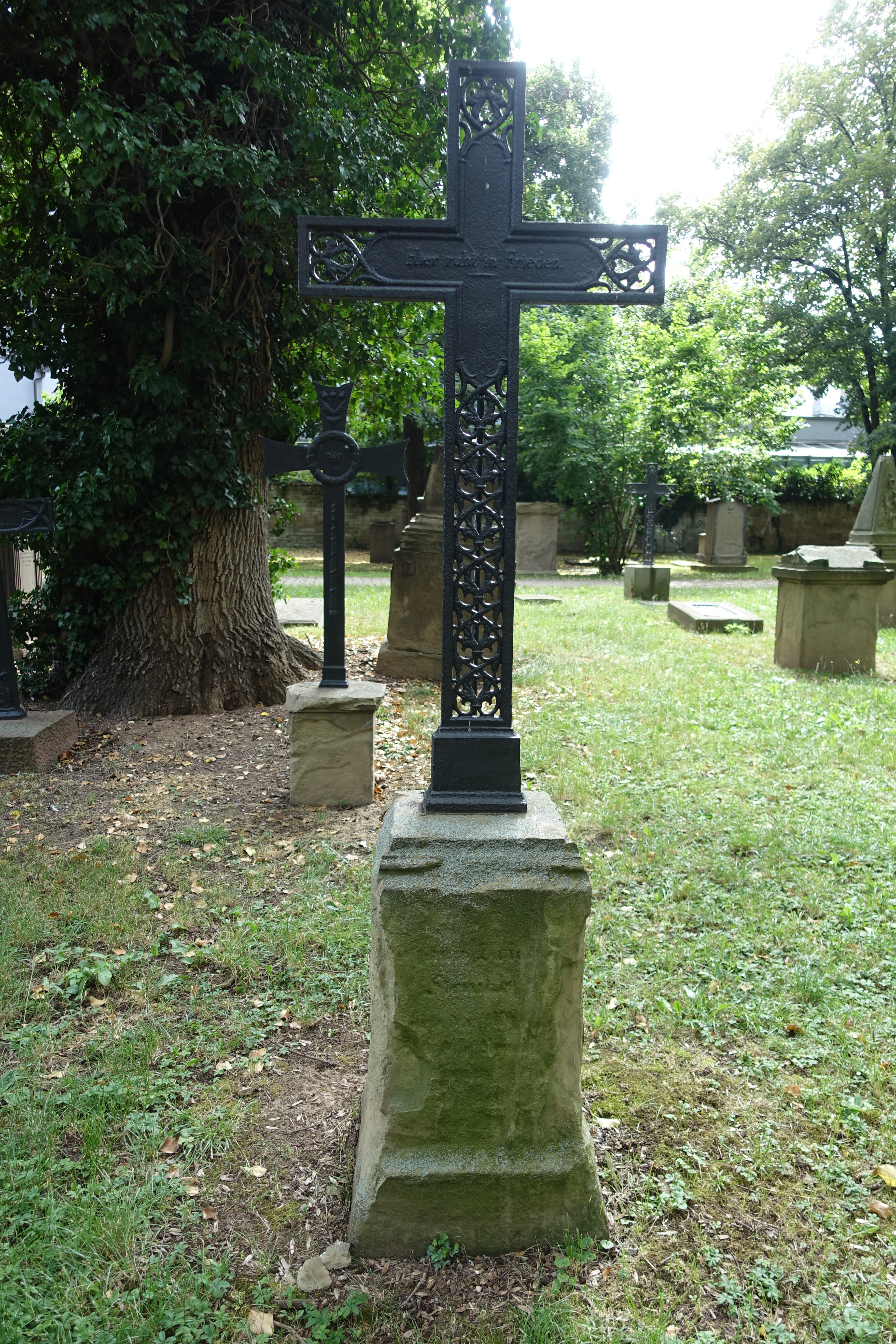
Grab von Steinkopf und seiner Frau auf dem Hoppenlaufriedhof.

## Familie
1799 heiratete Steinkopf Dorothea Morstatt, die 1800 nach der Geburt ihres Sohnes Friedrich (1800–1821) verstarb. Der Sohn starb 1821 im Alter von 21 Jahren. 1801 heiratete Steinkopf in zweiter Ehe Julie Magdalene Wallot (1778–1857), die früh ihr einziges Kind verlor. Steinkopf starb nach achttägiger Krankheit im Alter von fast 81 Jahren am 4. April 1852 in Stuttgart, seine Frau überlebte ihn um 5 Jahre. Beide sind in einem gemeinsamen Grab auf dem Hoppenlaufriedhof in Stuttgart begraben.

## Ehrungen
- 1842: Orden der württembergischen Krone (zum 50-jährigen Geschäftsjubiläum).[4]